# Adustomyces
Adustomyces là một chi nấm thuộc họ Pterulaceae. Đây là chi đơn loài, chứa một loài Adustomyces lusitanicus, được tìm thấy ở châu Âu và châu Phi.